# Worawut Srisupha
Worawut Srisupha (tiếng Thái: วรวุฒิ ศรีสุภา, sinh ngày 25 tháng 5 năm 1992), hay trước đây là Worawut Kaewpook (tiếng Thái: วรวุฒิ แก้วผูก), còn được biết với tên đơn giản Pond (tiếng Thái: ปอนด์) là một cầu thủ bóng đá người Thái Lan thi đấu ở vị trí thủ môn cho câu lạc bộ Giải bóng đá Ngoại hạng Thái Lan Port.